# Bitwa pod Abydos (200 p.n.e.)
Bitwa pod Abydos – starcie zbrojne, które miało miejsce w roku 200 p.n.e.
W roku 200 p.n.e. Filip V na czele 2 000 żołnierzy piechoty i 200 jazdy wyruszył do Tracji, gdzie przy wsparciu floty Heraklejdesa z Tarentu zajął szereg miast. Następnie król wyruszył na Chersonez zajmując miasta na europejskim brzegu Hellespontu, po czym przeprawił się do Azji Mniejszej pod mury Abydos. Miasto stawiło opór, dodatkowo wsparte zostało niewielkimi oddziałami z Rodos i Pergamonu. Walka była zażarta. Obrońcy w oczekiwaniu na większa odsiecz swoich sprzymierzeńców podpalali i niszczyli machiny wojenne Filipa. Po pewnym czasie żołnierzom macedońskim udało się w końcu wykonać podkop pod murami, który spowodował zawalenie jego znacznej części. Obrońcy poprosili wówczas króla o umożliwienie bezpiecznego wymarszu z miasta, Filip zażądał jednak natychmiastowej kapitulacji. Abydenowie nie mogąc pogodzić się z tym faktem, złożyli przysięgę, że prędzej zginą z własnej ręki, niż przyjmą warunki Filipa. 
Do ostatniej walki z Macedończykami doszło przy wyłomie w murach, gdzie padli niemal wszyscy obrońcy. Pozostali przy życiu rzucili się wówczas do mordowania kobiet, dzieci i starców, na koniec skacząc z dachów domów w ogień lub wieszając się. Filip poruszony tym wydarzeniem dał obrońcom trzy dni na wybranie swojego losu, po tym czasie dopiero wkroczył do miasta. Większość Abydenów była już martwa. W mieście Filip dowiedział się o wypowiedzeniu mu nowej wojny przez Rzymian.